# 菊陽町
菊陽町（きくようまち）は、熊本県の中部にある町。菊池郡。近年熊本市のベッドタウン化が進み、人口増加率が全国トップクラスとなっている。

## 地理
菊陽町は熊本県の中部、熊本市の北東側に隣接する。町の中南部を白川が西流しており、沿岸には河岸段丘（段丘崖）が広がっている。また北部では堀川が流れており、流域には数多くの用水路が張り巡らされている。
菊池郡に属するが町域に菊池川の支流は流れておらず、菊池川流域同盟には加盟していない。

### 人口
熊本市の中心部まで約15km程度で鉄道で20分、バスで約30分で移動できることからベッドタウンとしての性格が強まり人口が急増している。特に住宅地「光の森」の分譲が始まってから、町の人口増加率は熊本県内の自治体としては最も高い数値を示す。
- 2000年国勢調査：28360人　人口増加率7.9％
- 2005年国勢調査：32434人　人口増加率14.4％
- 2010年国勢調査：37734人　人口増加率16.3％
- 2015年国勢調査：40984人　人口増加率8.6％
- 2020年国勢調査：43337人　人口増加率5.7％

| |                                        |  |
| 菊陽町と全国の年齢別人口分布（2005年） | 菊陽町の年齢・男女別人口分布（2005年） |  |
| ■紫色 ― 菊陽町 ■緑色 ― 日本全国 | ■青色 ― 男性 ■赤色 ― 女性              |  |
| 菊陽町（に相当する地域）の人口の推移 \| 1970年（昭和45年） \| 10,881人 \| \| \| 1975年（昭和50年） \| 13,138人 \| \| \| 1980年（昭和55年） \| 20,152人 \| \| \| 1985年（昭和60年） \| 22,585人 \| \| \| 1990年（平成2年） \| 24,154人 \| \| \| 1995年（平成7年） \| 26,273人 \| \| \| 2000年（平成12年） \| 28,360人 \| \| \| 2005年（平成17年） \| 32,434人 \| \| \| 2010年（平成22年） \| 37,734人 \| \| \| 2015年（平成27年） \| 40,984人 \| \| \| 2020年（令和2年） \| 43,337人 \| \| |                                        |  |
| 総務省統計局 国勢調査より |                                        |  |
| 1970年（昭和45年） | 10,881人                               |  |
| 1975年（昭和50年） | 13,138人                               |  |
| 1980年（昭和55年） | 20,152人                               |  |
| 1985年（昭和60年） | 22,585人                               |  |
| 1990年（平成2年） | 24,154人                               |  |
| 1995年（平成7年） | 26,273人                               |  |
| 2000年（平成12年） | 28,360人                               |  |
| 2005年（平成17年） | 32,434人                               |  |
| 2010年（平成22年） | 37,734人                               |  |
| 2015年（平成27年） | 40,984人                               |  |
| 2020年（令和2年） | 43,337人                               |  |

### 統計
| 項目            | 値    | 県内順位 | 調査年度           |
| --------------- | ----- | -------- | ------------------ |
| 人口            | 43609 | 10/45位  | 2023年7月31日現在  |
| 人口増減率      | 0.87  | 4/45位   | 2022年-2021年      |
| 世帯数          | 18985 | 10/45位  | 2023年7月31日現在  |
| 1世帯当たり人員 | 2.30  |          | 2023年7月31日現在  |
| 平均年齢        | 40.0  | 47/47位  | 2005年（国勢調査） |
| 老年人口割合    | 16.6  | 47/47位  | 2009年10月1日現在  |
| 老年化指数      | 94.0  | 47/47位  | 2009年10月1日現在  |

### 隣接している自治体・行政区
- 熊本市（北区・東区）
- 合志市
- 菊池郡大津町
- 上益城郡益城町

### 地名
- 久保田(旧津田村)
- 津久礼(旧津田村)
- 原水(旧原水村)
- 辛川(旧白水村)
- 戸次(旧白水村)
- 馬場楠(旧白水村)
- 曲手(旧白水村)
- 光の森1丁目～7丁目(2007年、津久礼より分立)
- 新山1丁目～3丁目(2008年、津久礼・原水より分立)
- 杉並台1丁目～2丁目(2008年、原水より分立)
- 武蔵ヶ丘1丁目～3丁目(2009年、津久礼より分立)
- 武蔵ヶ丘北1丁目～3丁目(2010年、津久礼より分立)
- 向陽台(2011年、津久礼より分立)
- 花立1丁目～3丁目(2011年、津久礼より分立)
- 沖野1丁目～4丁目(2013年、原水より分立)

## 歴史

### 町の歴史（近現代）
- 1914年6月 豊肥本線が開通、三里木駅開業。
- 1920年7月 原水駅開業。
- 1971年4月 熊本空港開港。
- 1987年3月 サンリー菊陽寿屋開業。
- 1992年4月 菊陽バイパス開通。
- 1998年6月 さんさん公園開園。
- 1999年3月 国体道路南北線・東北線開通。
- 2001年10月 ソニーセミコンダクタ九州熊本工場稼動。
- 2002年1月 新免許センター開業。
- 2002年5月 寿屋破綻により、サンリーの営業がジャスコに引き継がれる
- 2004年4月 人口3万人突破。
- 2004年6月 ゆめタウン光の森開業。
- 2004年10月 熊本北郵便局開業（菊陽郵便局の局種改定・移転）。
- 2006年3月 光の森駅開業。
- 2006年10月 富士フイルム九州新工場稼動。
- 2011年3月 サンリーにあったジャスコがイオンに転換。
- 2015年4月 人口4万人突破[1]。
- 2020年2月 サンリーが一旦閉店。
- 2021年2月 サンリーがサンリーカリーノ菊陽として再開業。
- 2022年4月 台湾積体電路製造（TSMC）の子会社であるJapan Advanced Semiconductor Manufacturing（JASM）が建設開始。
- 2025年 税収の増加により、地方交付税（普通交付税）を受け取らずに財政運営できる不交付団体となった[2]。

### 行政区域の変遷
- 1889年4月1日 町村制施行により、現在の町域にあたる以下の町村が発足。
  - 合志郡津田村・原水村
  - 上益城郡白水村
- 1896年4月1日 郡制施行により、合志郡を菊池郡に編入。
- 1955年4月1日 津田村・原水村・白水村が対等合併し、菊陽村が発足。
- 1969年1月1日 菊陽村が町制施行し、菊陽町となる。
- 1991年6月1日 菊池郡大津町と境界変更。

## 行政

### 歴代首長
1995年刊行 『菊陽町史』より
| 代                  | 首長名   | 就任期間                        | 備考                          |
| ------------------- | -------- | ------------------------------- | ----------------------------- |
| 1                   | 松岡拓平 | 1955年4月1日 - 1959年3月31日    |                               |
| 2                   | 齊藤兼亀 | 1959年4月1日 - 1966年9月2日     | 任期途中で逝去、8代原水村村長 |
| 3（村長） 1（町長） | 阪本貢   | 1966年10月15日 - 1978年10月13日 | 就任期間中の1969年に町制施行  |
| 2                   | 冨永清次 | 1978年10月15日 - 2006年10月13日 |                               |
| 3                   | 後藤三雄 | 2006年10月14日 - 2022年10月13日 |                               |
| 4                   | 𠮷本孝寿 | 2022年10月14日 - 現職           |                               |

### 平成の大合併
周辺の合志町・西合志町・大津町と合併し、2005年に東熊本市として市制を施行するべく法定協議会を設けていたが、大津町が協議会から離脱したため2004年10月に協議会の休止が決定され、合併不成立に終わった。当面は合併の予定はなく、単独町政を継続する方向を示している。

### 財政
- 財政力指数 - 0.94（2010年：熊本県内では1位）[4]
- 経常収支比率 - 83.6（2010年）[4]
- 実質公債費比率 - 14.2（2010年）[4]
- 将来負担比率 - 11.8（2010年）[4]
- ラスパイレス指数 - 97.1（2010年）[4]

## 主な施設
後述のショッピングセンター・駅・空港などは除く。

### 町営施設
- 総合交流ターミナルさんふれあ - 杉並木公園内に設けられている、温泉を核とする施設。
- 町立図書館
- 町立体育館
- 中央公民館
- 三里木町民センター
- 西部町民センター
- 東部町民センター
- 南部町民センター
- 光の森町民センター「キャロッピア」 - 地域センター、西部支所、体育館、子育て支援センターの4つの機能を備えた複合施設。2015年3月オープン。武蔵ヶ丘支所から役場の出張機能を移転させた[5]
- ふれあいの森研修センター
- ふれあい福祉支援センター

### その他施設
- 熊本県運転免許センター
- 熊本北郵便局

## 経済
- 町内総生産 2,562億円（2023年度）[6]
  - 2001年度は約791億円であり、年々増加している。

### 菊陽町に本社を置く主要企業
- 阿蘇製薬
- ソニーセミコンダクタマニュファクチャリング
- Japan Advanced Semiconductor Manufacturing（JASM）
- 富士フイルム九州
- 重光産業（味千ラーメン） - 2015年2月に本社を移転[7]
- 愛歯
- 山内本店 - 醤油製造メーカー。公式サイト
- アラキタクシー - 荒木観光グループ
- ハイコムグループ

### 農業
主に菊陽町の南部及び東部では農業が盛んである。特に南部の白川周辺域は熊本都市圏に於ける地下水涵養に重要な役割を果たす事から、地下水保全の為に2004年熊本市及び大津町と共に、休作中の畑田に水を張る農家に助成金を払うという「白川中流域における水田湛水推進に関する協定」を結んだ。また、にんじんは国から産地指定を受けており、『熊本長人参』『菊陽人参』などのブランドで全国に出荷している。なお、菊陽町のマスコットキャラクターはこのにんじんをモチーフにしたキャロッピーである。
- 主な特産品
  - にんじん（フルーツニンジン）

### 工業

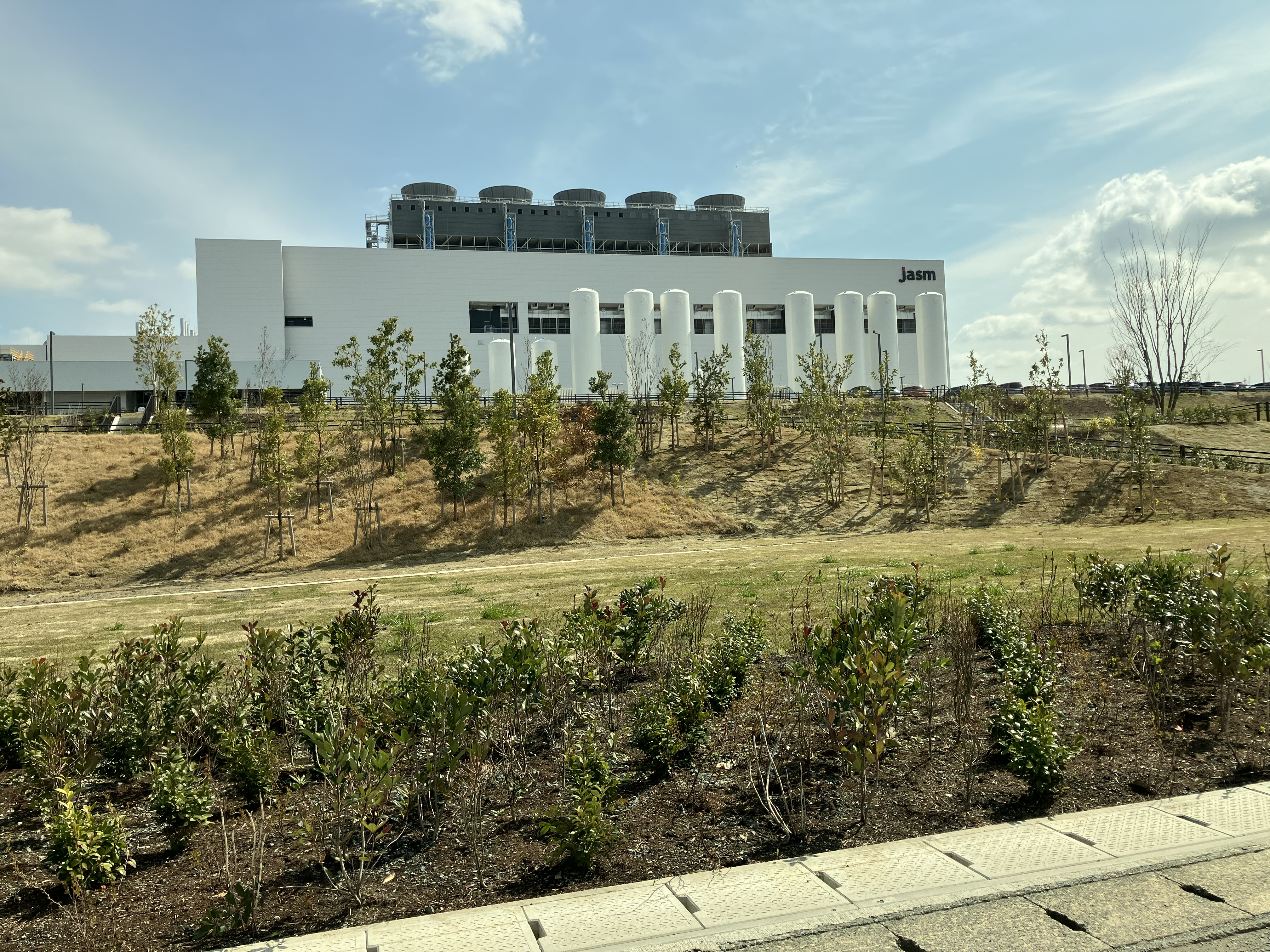
JASM熊本工場

昭和50年代まで工業分野では目ぼしい成果が無かったが、昭和末期である1987年1月より東京エレクトロン九州熊本工場が稼動。そして、2002年第2テクノパーク（後にセミコンテクノパークに改称）にソニーセミコンダクタ九州（現・ソニーセミコンダクタマニュファクチャリング）が工場を稼動してからは、半導体関連企業の進出が相次いだ。特に都築紡績熊本工場跡に建設された富士フイルム九州の工場や、台湾積体電路製造が2024年に稼働させる工場がその最たるものである。
半導体工場の進出が相次いだ理由としては、工場に必要な地下水が豊富であること、熊本空港及び九州自動車道熊本インターが近く交通の便が良いこと、中国や韓国などに近くアジア戦略の拠点となりやすいこと、等を進出企業がマスコミのインタビューで挙げている。
主な工場
- ソニーセミコンダクタマニュファクチャリング ・熊本テクノロジーセンター - CMOSなどのイメージセンサーの生産。
- 富士フイルム九州 - ディスプレイ用材料（光学フィルム）の生産。
- 東京エレクトロン九州熊本事業所（元熊本工場） - 2008年10月をもって閉鎖。セミコンテクノパーク内の菊陽町隣接地・合志市に本拠地を移転。
- 台湾積体電路製造 - 2024年に子会社のJASMの工場として稼働開始[8]。

### 商業
1980年代半ばまでは商業施設があまり存在せず、町民は地元の商店で揃わない物は隣接する熊本市武蔵ヶ丘や楠、或いは熊本市内中心部（通町筋など）まで買いに出かけていたが、1987年にショッピングセンターであるサンリー菊陽寿屋が開店した。サンリーにはスポーツ施設「アスパ（ASPA）」も併設され、熊本都市圏では数少ないスケート可能な施設であった。
2002年に寿屋が資金繰りの悪化などにより廃業し、それまで運営していた店舗が次々休業・閉鎖される中、菊陽店は寿屋系列の中でも売り上げが高かったことから、宇土店・玉名店と共にジャスコ（イオン）に引き継がれた。
2004年、熊本県住宅供給公社が開発を進めていた光の森に約120のテナント及び市内唯一の映画館（シネマコンプレックス）を揃えたゆめタウン光の森が開店し、以降は光の森が町の中心となり、飲食店・ファッション関係の店などが数多く進出している。
2013年には東京エレクトロン九州工場跡地に大規模商業地を開発、菊陽 MEGA MALLとしてHIヒロセやドン・キホーテなどが展開している。
その一方でサンリー菊陽は建物・施設等の老朽化、ならびに熊本都市圏の区画整備や前述の大規模開発によって周辺には更に競合施設が建ち始め、客足が減少したため、2020年2月29日を以ってイオンが撤退し、「ASPA」含め閉鎖。1年間の大規模改修工事を経て、2021年3月にサンリーカリーノ菊陽として生まれ変わった。核店舗として、イオンに代わり、ゆめタウンと同じくイズミ系列のスーパーマーケット・ゆめマートが開業した。
主な商業施設
- ゆめタウン光の森

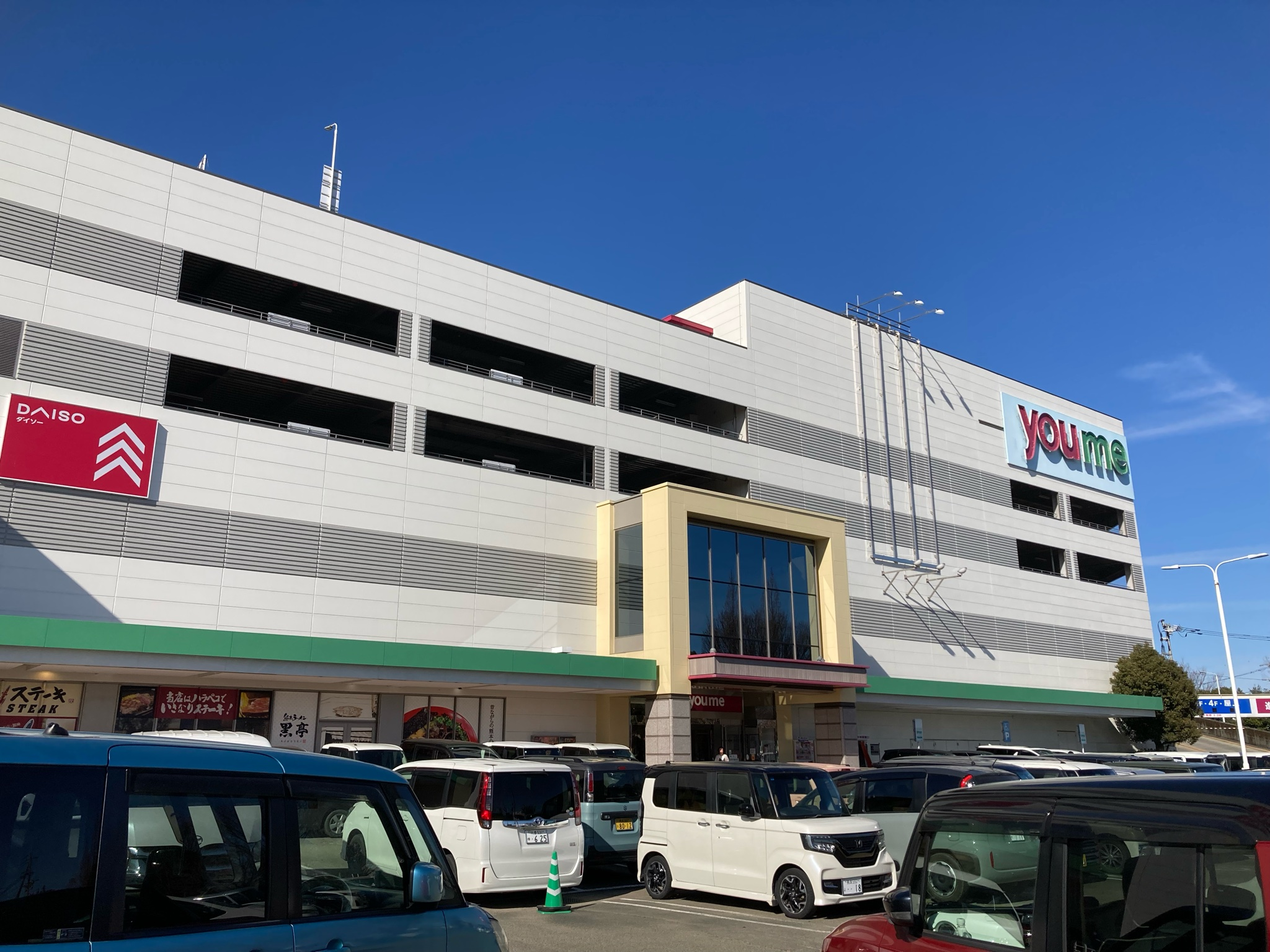
ゆめタウン光の森

- サンリーカリーノ菊陽（ゆめマート菊陽） - 旧サンリー菊陽
- 菊陽 MEGA MALL
  - HIヒロセ
  - MEGAドン・キホーテ - 熊本県では熊本市以外で初の店舗
  - コスモス薬品
  - Avail
- ハンズマン菊陽店（2007年11月29日オープン。ハンズマン店舗では最大級。）

## 通信環境

### ケーブルテレビ
- 熊本ケーブルネットワーク（JCN熊本）
  - これまで熊本市のみだったサービスエリアが、光の森の発展に伴い2005年から周辺地域に拡大している。

### インターネット
- Bフレッツ（NTT西日本）
- BBIQ（九州電力系）

※但し、町東部（原水駅周辺など）や南部（熊本空港周辺）などはこれらのサービスエリア外となっている。

## 姉妹都市・提携都市

### 国内
- 屋久島町（鹿児島県）
  - 1994年5月姉妹都市盟約：大津街道杉並木に屋久杉を使用していた事から

### 国外
- 台湾新竹県宝山郷 - 2023年7月18日
  - 友好交流協定[10]

## 地域

### 教育

#### 大学
私立
- 尚絅大学・尚絅大学短期大学部武蔵ヶ丘キャンパス
- 崇城大学 空港キャンパス

#### 高校
町内には高校は公立・私立ともに存在しない。公立高校に関しては、菊陽町は「熊本県立高等学校の通学区域に関する規則」では県央学区となり、熊本市内の公立高校及び御船高校、宇土高校などへ通学することが出来る。また、県北学区に属する大津高校は、特例として菊陽町も通学区域となっている。

#### 中学校
町立
- 菊陽中学校
- 武蔵ヶ丘中学校

#### 小学校
町立
- 菊陽中部小学校
- 菊陽北小学校
- 菊陽南小学校
- 菊陽西小学校
- 武蔵ヶ丘小学校
- 武蔵ヶ丘北小学校

#### 学校教育以外の施設
- 熊本県立技術短期大学校（職業能力開発促進法に基づく職業能力開発短期大学校）：テクノリサーチパーク内

## 交通

### 空港
- 熊本空港（阿蘇くまもと空港）

滑走路の大部分は菊陽町（ターミナルビルは益城町）。

### 鉄道
九州旅客鉄道（JR九州）
- 豊肥本線：原水駅 - 三里木駅

この他、熊本市北区に位置する光の森駅の一部が当町に跨る。

### バス

#### 路線バス
2008年10月には熊本電鉄バスの三里木経由竹迫線が休止、2015年11月30日に産交バスの路線網再編により三里木地区以東の路線が短縮・廃止されたことにより、町北部・東部・南部地区では公共交通機関としてのバスは産交バスのE3－5系統とコミュニティバスキャロッピー号のみとなっている（公共交通機関空白地域においては菊陽町より乗合タクシー（予約制）にて補完している）。かつて、道明地区では1日1または2往復、子15系統の桜町BT - 熊本リハビリテーション病院線が運行されていたが、2020年9月30日を以って廃止された。
- 産交バス - 九州産交バス光の森営業所担当地域、三里木地区以西の路線を運行している。
- 熊本電鉄バス - 町西部で路線を運行している。

町内では、日 - 金曜日において上記2社のバスを利用したコミュニティバス「キャロッピー号」を運行している。

#### 高速バス
- 九州産交バス
  - ひのくに号：天神高速BT・博多BT - 光の森産交

2023年4月1日運行開始。朝の福岡行きと夕方の熊本行き各2本のみ運行。
これ以外の最寄の高速バス停留所は武蔵ヶ丘バスストップ又は松の本停留所（どちらも熊本市）。特に武蔵ヶ丘バスストップは、熊本桜町BTを発着とする福岡方面・長崎方面および本州方面行き全ての高速バスが停留する。

### 道路

#### 高速道路
九州自動車道が町の西部を通っているが、町内に施設はない。最寄りインターチェンジは熊本インターチェンジ。

#### 一般国道

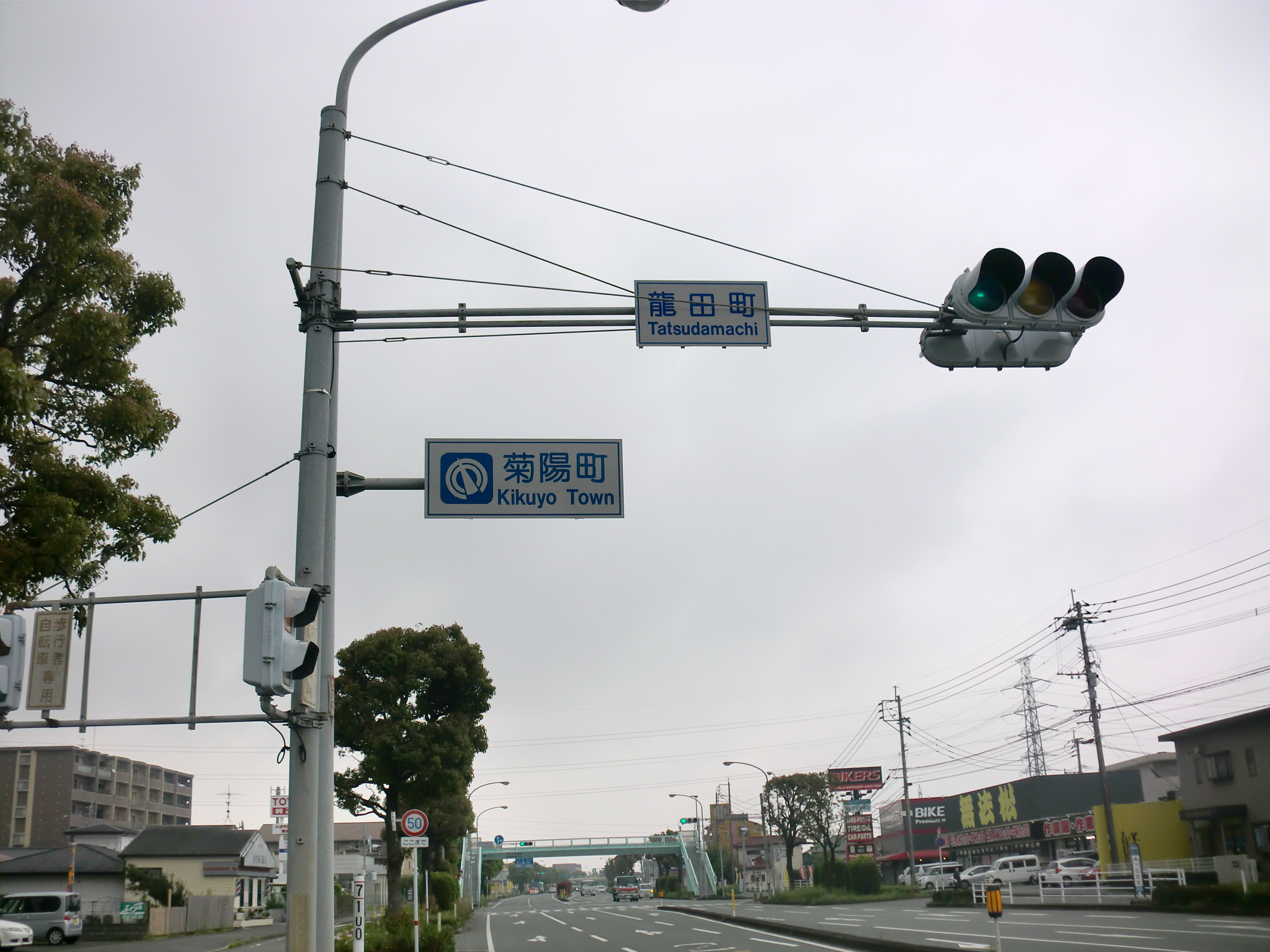
国道57号線上の菊陽町と熊本市の境界

- 国道57号
- 国道443号

#### 主要地方道
- 熊本県道30号大津植木線
- 熊本県道36号熊本益城大津線
- 熊本県道49号熊本大津線

#### 一般県道
- 熊本県道103号熊本空港線
- 熊本県道138号辛川鹿本線
- 熊本県道145号瀬田熊本線
- 熊本県道207号瀬田竜田線
- 熊本県道209号曲手原水線
- 熊本県道235号益城菊陽線 - 光の森方面から熊本県民総合運動公園方面の途中に、白川越えのみらい大橋が掛かっている。
- 熊本県道311号新山原水線
- 熊本県道316号住吉熊本線
- 熊本県道337号熊本菊陽線

## 名所・旧跡・観光スポット・祭事・催事

### 名所
- 菊陽杉並木公園さんさん（総合交流ターミナルさんふれあ）

### 旧跡
- 鉄砲小路

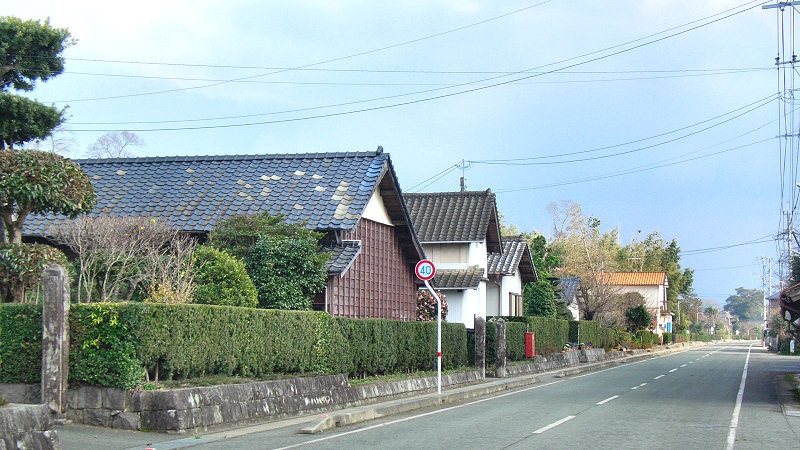
鉄砲小路

- 眼鏡橋（井口・入道水・上津久礼地区・古閑原）
- 馬場楠井手の鼻ぐり

### 祭り
- 御法使祭り
  - 神輿を担いで地区内を廻り、最後には神輿を破壊する奇祭。菊陽町・西原村・益城町にある12地区が1年毎に持ち回り。
- 蘇古鶴神社年限祭
  - 鉄砲小路で25年に1度開かれる祭事。近年では2009年に行なわれており、次は2034年の予定である。

### スポーツ施設
- 熊本空港カントリークラブ
  - 毎年4月にKKT杯バンテリンレディスオープン（1996年開催分より、当初は再春館レディース）が開催されている。
- フットサルパーク熊本 （公式サイト）
  - 三里木駅近くに所在するフットサル専用の施設。ロアッソ熊本によるサッカー教室なども開催される。

## 出身者・ゆかりの人物

### 出身
- 武藤章 - 陸軍軍人、中将
- 荒木雅博 - プロ野球・中日ドラゴンズ内野手
- 中村和臣 - プロ野球・大阪タイガース内野手→投手
- 吉野光樹 - プロ野球・横浜DeNAベイスターズ投手
- 澤田崇 - サッカー選手・V・ファーレン長崎
- 小牧成亘 - サッカー選手・ガイナーレ鳥取
- 矢野大輔 - 元サッカー選手
- 鈴木孝政 - 元バレーボール選手
- 笠りつ子 - 女子プロゴルファー
- 狭間猛 - ゴルフティーチングプロ
- 大野勝彦 - 詩人、画家
- 成海カズト - ミュージシャン、作詞・作曲家、音楽プロデューサー（元Kenoのボーカリスト）
- 田中秀喜 - NHKアナウンサー
- 桂竹紋 - 落語家（元風犬ナンジャの江口幸久）
- 渡辺彩香 - 女子サッカー選手

### 在住
- 川崎のぼる - 漫画家。2003年に妻の実家がある熊本へ移住した（この時の様子はテレビ番組にも採り上げられている）。現在は絵本作家として活動する傍ら、熊本県関連のイラストも数多く手掛けている。2016年4月の熊本地震の際は、くまモンと左門豊作が共演した被災者を励ますイラストを執筆した。

### ゆかりのある人物
- 三遊亭好楽 - 落語家（実母の出身地。このため、兄弟子・林家木久扇から「九州男児」と称されたこともある）

## 郵便番号
- 郵便番号は以下の通りとなっている。
  - 配達受け持ち局：熊本北郵便局

| 869-1101 | 大字津久礼         |                   |
| 869-1102 | 大字原水           |                   |
| 869-1103 | 大字久保田         |                   |
| 869-1104 | 大字戸次           |                   |
| 869-1105 | 大字馬場楠         |                   |
| 869-1106 | 大字曲手           |                   |
| 869-1107 | 大字辛川           |                   |
| 869-1108 | 光の森1～7丁目     | 2007年8月11日追加 |
| 869-1109 | 新山1～3丁目       | 2008年3月1日追加  |
| 869-1110 | 杉並台1～2丁目     | 2008年3月1日追加  |
| 869-1111 | 武蔵ヶ丘1～3丁目   | 2009年10月6日追加 |
| 869-1112 | 武蔵ヶ丘北1～3丁目 | 2010年3月1日追加  |
| 869-1113 | 花立1～3丁目       | 2011年3月7日追加  |
| 869-1114 | 向陽台             | 2011年3月7日追加  |
| 869-1115 | 沖野               | 2013年2月28日追加 |
| 869-1100 | 上記地域以外       |                   |
| 869-1192 | 菊陽町役場         |                   |
| 861-8799 | 熊本北郵便局       |                   |

大字津久礼が広大であり人口も増加した事に伴い、2007年度より住居表示に関する法律による住居表示事業を進めている。その為、新規の郵便番号が住居表示を実施した地区に割り当てられているが、光の森に関しては土地区画整理による町名の変更であり住居表示とは異なる。